# Pansement israélien

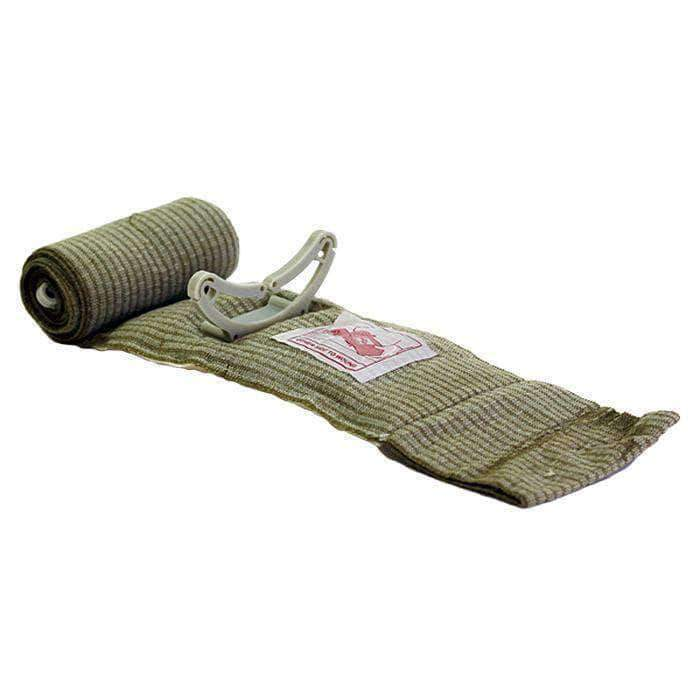
Pansement israélien

Le pansement israélien est un pansement compressif utilisé en premier secours, afin de stopper un saignement important. Il a été utilisé pour la première fois lors de la guerre de Bosnie-Herzégovine par les forces de l'OTAN, avant de se répandre très largement dans le paquetage de base de nombreuses armées. Il a été dit « israélien » par les forces américaines en raison de la nationalité de son inventeur, le médecin militaire israélien Bernard Bar-Natan (ou Ben-Natan). 

## Fonctionnement
Ce pansement compressif est comparable au coussin hémostatique d'urgence par son objectif : stopper un saignement par compression directe de la plaie. Cependant il s'en différencie par son système d'attache qui permet d'exercer une pression beaucoup plus importante : soit 88 mmHg contre 22 mmHg pour le bandage ordinaire,. Néanmoins, la pression exercée reste inférieure à celle réalisée par un opérateur humain. 
Il est souvent présent dans les paquetages militaires et apprécié par les survivalistes, ayant l'avantage de pouvoir être mis par la victime elle-même, mais il équipe également les SMUR en France ainsi que les équipes de secouristes (pompiers, Croix-Rouge…).